# Villa Folco (Meolo)
Villa Folco, anche nota come Villa Dreina, Villa Folco, Dreina o Villa Folco Zambelli, Dreina è un edificio civile di Meolo, di proprietà comunale.

## Storia
La villa fu edificata nelle forme attuali dalla famiglia Folco solo nella prima metà del XIX secolo, certamente era terminata nel 1840, la data compare infatti nel pavimento della scala e su una lapide posta sulla barchessa.

I conti Folco, originari del vicentino, si erano uniti in matrimonio ai padovani Zambelli nel 1822, legando i cognomi e le armi gentilizie. Il soffitto del salone del piano terra reca gli stemmi dei due casati. 

Durante la prima guerra mondiale, dopo la disfatta di Caporetto, la villa fu sede del Comando del XXIII Corpo d'Armata, in capo ad Armando Diaz. Qui lo raggiunse il colonnello Rota del Ministero della Guerra, con la comunicazione scritta della sua nomina a Comandante in Capo dell'Esercito Italiano, in sostituzione del Generale Cadorna

La villa è stata donata al Comune di Meolo dagli ultimi proprietari, i Dreina, con un vincolo testamentario a casa di riposo per anziani. Oggi la villa ospita al piano terra il Circolo Anziani di Meolo e al piano nobile il Centro di Documentazione Storica e Etnografica del Veneto Orientale "G. Pavanello". 

La barchessa ospita invece residenze convenzionate per anziani.

## Architettura

### Esterno

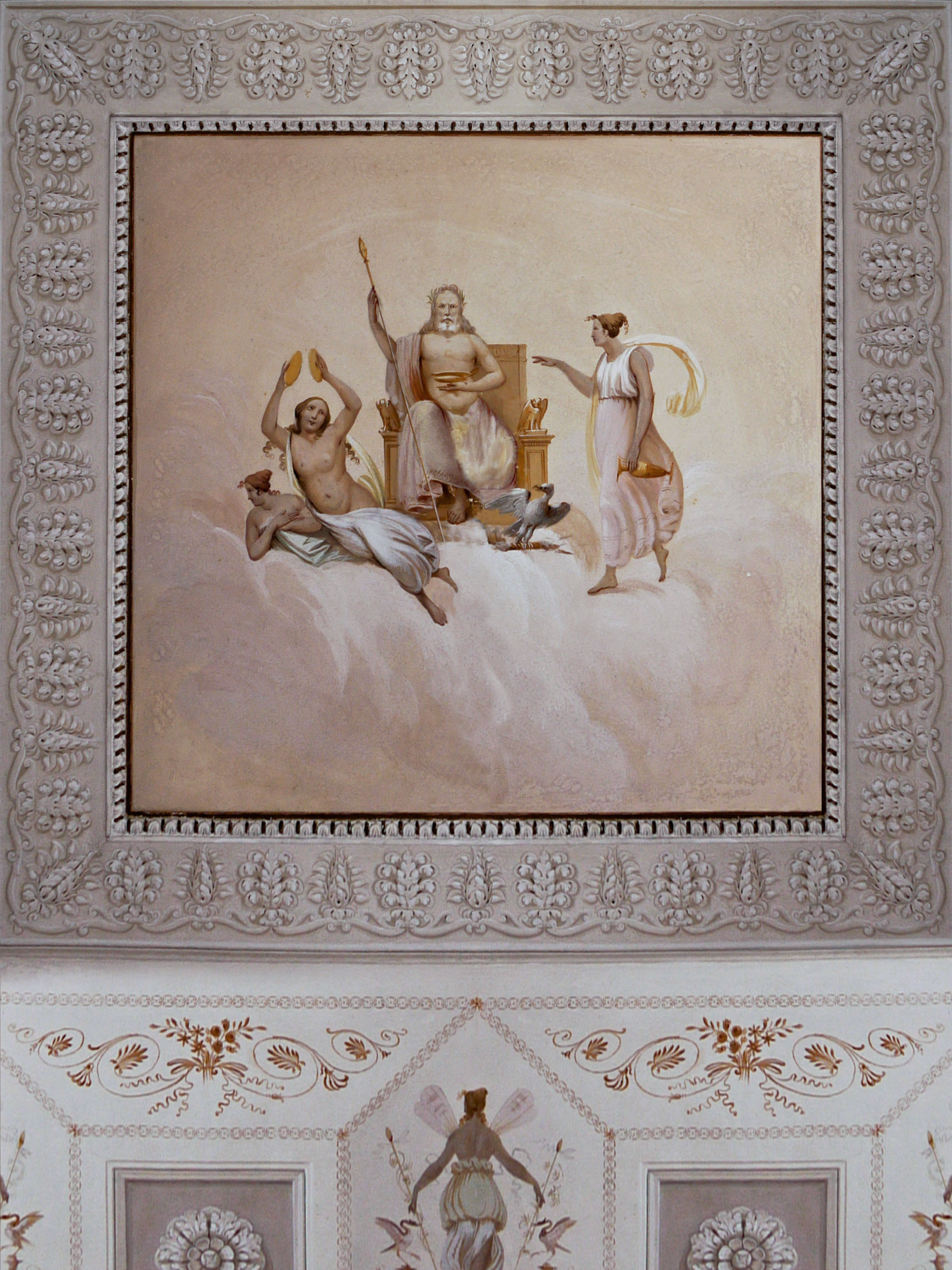
Villa Folco, Giove e le grazie (particolare affresco sala ovest)

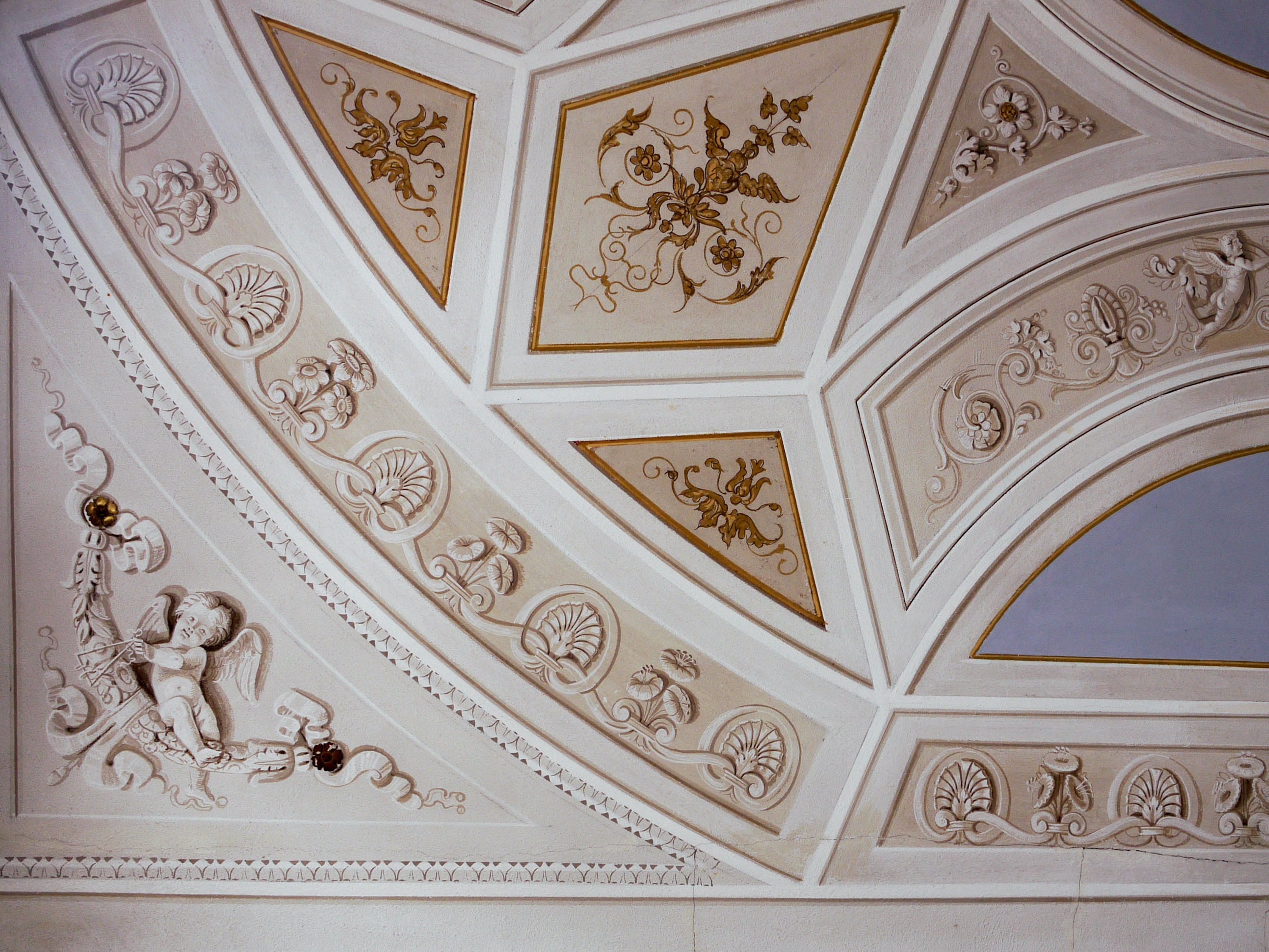
Villa Folco, particolare affresco sala sud

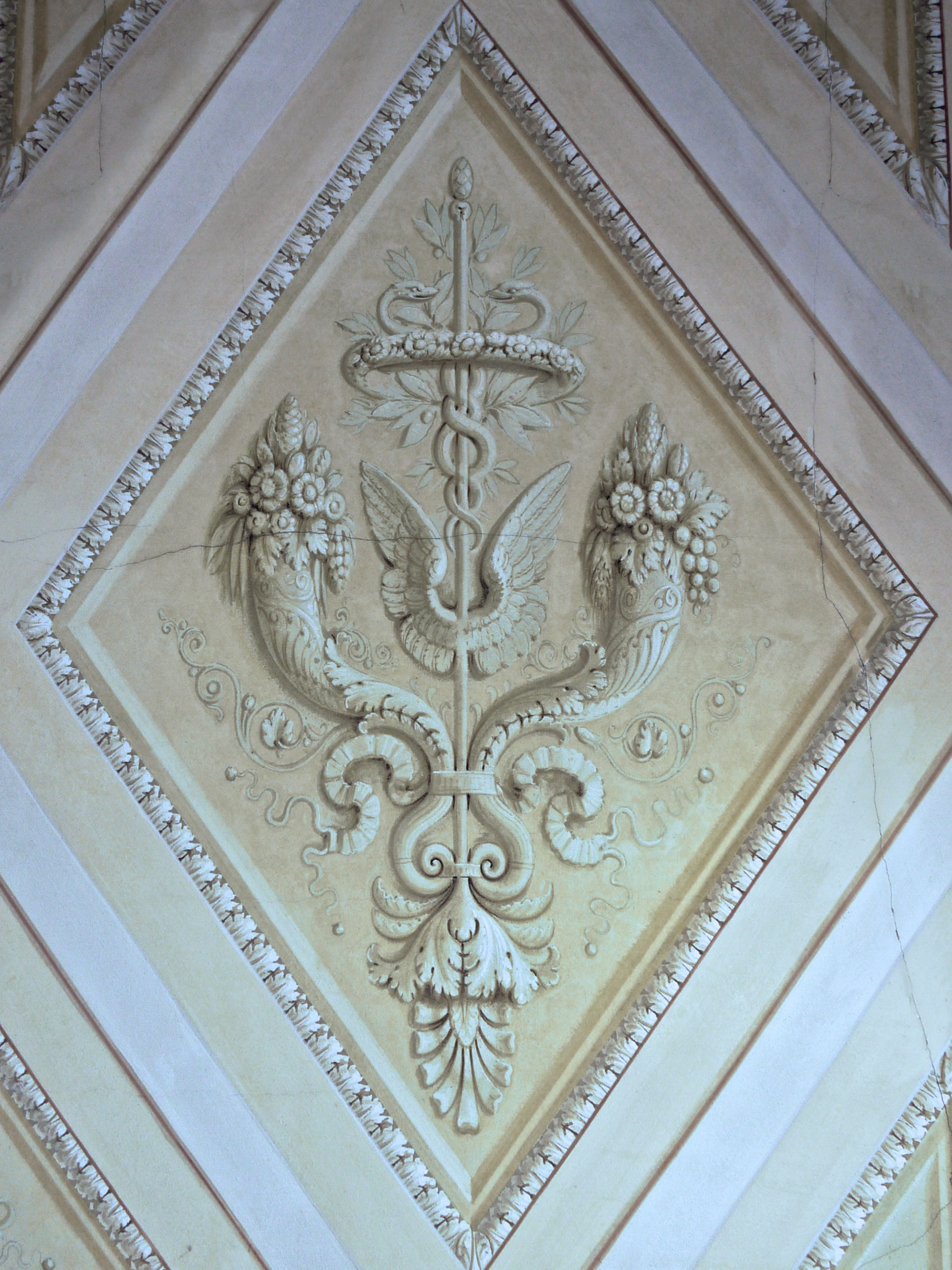
Villa Folco, caduceo (particolare affresco salone piano nobile)

Il corpo principale della villa, a impianto quadrangolare, presenta la tipica pianta veneziana con il salone passante e le stanze laterali e si sviluppa su tre livelli, con il piano terra leggermente rialzato rispetto al piano di campagna; sul lato sud-orientale si trova la grande barchessa. I due edifici in origine erano separati; ora si presentano raccordati da un piccolo corpo di fabbrica a due piani, di aggiunta novecentesca. 

Il fronte principale della villa, orientato a sud-ovest, è simmetrico e mostra al centro la tripartizione delle aperture in corrispondenza, al piano terra, dell'ingresso e, al piano nobile, del salone passante; quest'ultimo è illuminato da tre portefinestre che si affacciano su di un balcone il cui parapetto in ferro battuto è ornato con caducei, simbolo riportato anche negli affreschi del salone del piano nobile.

Il passaggio tra il piano terra e il primo piano è caratterizzato da una fascia marcapiano piatta; le aperture dei due piani superiori hanno profilo architravato in pietra bianca, con i davanzali collegati da una fascia che cinge la costruzione. Al piano nobile, le aperture esibiscono alla sommità una cornice aggettante modanata che si trasforma, in corrispondenza dell'asse centrale, in uno pseudofrontone curvilineo. La facciata si conclude con una cornice modanata sulla quale si imposta la copertura a padiglione.

La barchessa a due livelli presenta una pianta rettangolare molto allungata. In facciata mostra un portico retto da sedici colonne senza base con capitello pseudodorico, affiancate, nei due angoli di chiusura della facciata, da due pilastri quadrangolari, gli unici a essere proiettati sul muro retrostante, dove troviamo una alternanza tra gli intercolumni delle grandi porte arcuate con teste di pietra in chiave di volta, ognuna delle quali è affiancata da due finestre rettangolari.

Una targa posta vicino all'ingresso della parte padronale ricorda che qui avvenne il passaggio di consegne tra il generale Cadorna e il generale Diaz. Un'altra targa posta sul lato breve della barchessa prospiciente il corpo padronale, reca la data 1840.

### Interno
Il salone del piano terra è affrescato con motivi geometrici e gli stemmi delle famiglie Folco e Zambelli, l'accesso alle scale è reso solenne da colonne pseudodoriche. Il soffitto del salone del piano nobile, è affrescato con motivi romboidali e caducei, riportati anche nella ringhiera del balcone. Affreschi caratterizzano i soffitti di ogni stanza, quelli sul fronte principale sono meglio conservati. La stanza ad ovest ospita l'affresco con Giove e le Grazie, l'apparato decorativo include anche fate e simboli delle arti. Il soffitto della sala sud è un trompe-l'œil che si apre sul cielo con una finta cupola. Il tema della sala è la musica, con angeli che suonano strumenti musicali.

### Giardino
Dietro la villa si apre il grande parco comunale, (parco di villa Dreina) a sua volta diviso in due parti. Quello vicino alla villa e racchiuso dal muro di cinta conserva elementi del giardino romantico ottocentesco.